# 200 Po Vstréchnoi
200 Po Vstrechnoy (Cirílico: 200 По Встречной; traducido como 200 On The Counter) es el álbum debut del grupo t.A.T.u. liberó una versión inglesa 200 km/h in the Wrong Lane en el 2002. fue Lanzado en mayo de 2001, paralelamente con el segundo sencillo Nas Ne Dogonyat, el disco llegó a ser platino en Polonia, República Checa y en Rusia llegando a vender más de 2 millones de discos legales, convirtiedose en el disco más vendido en la historia de Rusia Reconocimiento que junto al éxito de su primer sencillo Ya Soshla S Uma se llevara a cabo en el Kremlin. En Japón el álbum se puso a la venta en 2003 y llegó a vender alrededor de 20.000 mil copias, fue certificado por IFPI como Platino Awards por haber superado las ventas de 1 millón de copias en Europa. 
En mayo de 2001, se lanzan en 200 "Po Vstrechnoy Tour" su primer tour, en cual llevarían a toda Rusia, Kazajistán, y Este de Europa llegando a superar los 100 shows, que terminarían en abril de 2002. 
En febrero de 2002 200 Po Vstrechnoy fue publicado nuevamente en Rusia. Las adiciones incluyen una nueva canción "Klouny", dos nuevos remixes, y una pista multimedia que incluye los videos de Ya Soshla S Uma, Nas ne Dogonyat, 30 minut y también una galería de fotos interactiva. Hay una versión alternativa de esta versión, que carece de la pista multimedia y tiene una cobertura de fondo negro en lugar de blanco.

## Lista de canciones
| Lanzamiento Original 2001 |                                                            |                                                    |                            |          |  |
| N.º                       | Título                                                     | Letras                                             | Música                     | Duración |  |
| 1.                        | «Zachem Ya» (Зачем я/¿Porqué yo?)                          | Aleksandr Vulyj, Valeriy Polienko, Ivan Shapovalov | Aleksandr Voitinskiy       | 4:07     |  |
| 2.                        | «Ya Soshla S uma» (Я сошла с ума/Yo perdí la cabeza)       | Elena Kiper, Polienko                              | Sergio Galoyan, Shapovalov | 3:30     |  |
| 3.                        | «Nas Ne Dogonyat» (Нас не догонят/No nos atraparán)        | Kiper, Polienko, Shapovalov                        | Galoyan, Shapovalov        | 4:38     |  |
| 4.                        | «Doschitay Do Sta» (Досчитай до ста/Cuenta hasta 100)      | Polienko                                           | Voitinskiy                 | 4:37     |  |
| 5.                        | «30 Minut» (30 Mинут/30 Minutos)                           | Polienko                                           | Galoyan, Shapovalov        | 3:17     |  |
| 6.                        | «Ya Tvoy Vrag» (Я твой враг/Soy tu enemiga)                | Roman Riabtzev                                     | Riabtzev                   | 4:16     |  |
| 7.                        | «Ya Tvoya Ne Pervaya» (Я твоя не первая/No soy tu primera) | Polienko                                           | Galoyan                    | 4:17     |  |
| 8.                        | «Robot» (Робот/Robot)                                      | Polienko                                           | Voitinskiy                 | 3:53     |  |
| 9.                        | «Malchik-Gey» (Мальчик-гей/Chico Gay)                      | Anna Karasiova, Vadim Stepantzov                   | Galoyan, Shapovalov        | 3:18     |  |
| 10.                       | «Nas Ne Dogonyat (HarDrum Remix)»                          |                                                    |                            | 3:50     |  |
| 11.                       | «30 Minut (HarDrum Remix)»                                 |                                                    |                            | 4:02     |  |

| Reedición 2002 |                                                            |                             |                             |          |  |
| N.º            | Título                                                     | Letras                      | Música                      | Duración |  |
| 1.             | «Klouny» (Клоуны/Payasos)                                  | Polienko                    | Evgeni Kuritzyn, Shapovalov | 3:30     |  |
| 2.             | «30 Minut» (30 Mинут/30 Minutos)                           | Polienko                    | Galoyan, Shapovalov         | 3:19     |  |
| 3.             | «Doschitay Do Sta» (Досчитай до ста/Cuenta hasta 100)      | Polienko                    | Voitinskiy                  | 4:38     |  |
| 4.             | «Zachem Ya» (Зачем я/¿Porqué yo?)                          | Vulyj, Polienko, Shapovalov | Voitinskiy                  | 4:08     |  |
| 5.             | «Nas Ne Dogonyat» (Нас не догонят/No nos atraparán)        | Kiper, Polienko, Shapovalov | Galoyan, Shapovalov         | 4:39     |  |
| 6.             | «Ya Tvoya Ne Pervaya» (Я твоя не первая/No soy tu primera) | Polienko                    | Galoyan                     | 4:18     |  |
| 7.             | «Robot» (Робот/Robot)                                      | Polienko                    | Voitinskiy                  | 3:54     |  |
| 8.             | «Malchik-Gey» (Мальчик-гей/Chico Gay)                      | Karasiova, Stepantzov       | Galoyan, Shapovalov         | 3:18     |  |
| 9.             | «Ya Tvoy Vrag» (Я твой враг/Soy Tu Enemiga)                | Riabtzev                    | Riabtzev                    | 4:17     |  |
| 10.            | «Ya Soshla S Uma» (Я сошла с ума/Yo perdí la cabeza)       | Kiper, Polienko             | Galoyan, Shapovalov         | 3:30     |  |
| 11.            | «30 Minut (Moscow Grooves Institute Remix)»                |                             |                             | 5:57     |  |
| 12.            | «Malchik-Gey (That Black Remix)»                           |                             |                             | 5:05     |  |

## Ventas y certificaciones
| País            | Puesto | Certification     | Ventas    |
| --------------- | ------ | ----------------- | --------- |
| Rusia           | 1      | Platino X6        | 2.100.000 |
| Polonia         | 1      | Platino X1 Oro X1 | 220.000   |
| República Checa | 1      | Platino           | 50.000    |
| Japón           | 124    | Platino           | 20.000    |
| Resto del Mundo | -      | -                 | 2.550.000 |

| Posición | 23 | 11 | 5  | 4  | 4  | 2  | 1  | 2  | 3  | 3 | 4 | 3 | 2 | 2 | 3 | 3 | 4 | 8 | 10 | 4 | 3 | 5 | 19 | 18 | 27 | 7 | 16 | 18 | 11 | 33 |
| Semana   | 31 | 32 | 33 | 34 | 35 | 36 | 37 | 38 | 39 |   |   |   |   |   |   |   |   |   |    |   |   |   |    |    |    |   |    |    |    |    |
| Posición | 41 | 35 | 34 | 39 | 49 | 42 | 40 | 42 | 42 |   |   |   |   |   |   |   |   |   |    |   |   |   |    |    |    |   |    |    |    |    |

| Posición | 16 | 12 | 4  | 2  | 4  | 3  | 4  | 4  | 5  | 6  | 4  | 6  | 6  | 4  | 2  | 1  | 2  | 2  | 6  | 3  | 3  | 3  | 5  | 6  | 9  | 9 | 13 | 4 | 5 | 10 |
| Semana   | 31 | 32 | 33 | 34 | 35 | 36 | 37 | 38 | 39 | 40 | 41 | 42 | 43 | 44 | 45 | 46 | 47 | 48 | 49 | 50 | 51 | 52 | 53 | 54 | 55 |   |    |   |   |    |
| Posición | 8  | 6  | 11 | 23 | 15 | 10 | 10 | 8  | 11 | 15 | 22 | 24 | 23 | 22 | 36 | 38 | 36 | 35 | 26 | 31 | 31 | 37 | 24 | 35 | 39 |   |    |   |   |    |